# Roy DeMeo
Roy Albert DeMeo ( /dəˈmeɪoʊ/, n. 7 septembrie 1940, New York City, New York, SUA – d. 10 ianuarie 1983, New York City, New York, SUA ) a fost un mafiot italoamerican al familiei Gambino din New York. A fost liderul grupului „DeMeo crew” (în română Gașca lui DeMeo) care a ajuns cunoscut datorită numărului mare de crime comise și modului în care scăpau de cadavre, metodă care a devenit mai târziu cunoscută sub denumirea de „metoda Gemenilor”. Grupul este acuzat că a fost implicat în aproape 200 de cazuri de crimă, majoritatea fiind comise chiar de DeMeo.

## Biografie
Roy Albert DeMeo s-a născut pe 7 septembrie 1940 în Flatlands, Brooklyn într-o familie de imigranți italieni din clasa muncitoare de origine napoletană.  Al patrulea din cei cinci copii ai lui Eleanor și Anthony DeMeo, DeMeo a absolvit liceul James Madison în 1959, perioadă în care a început să câștige bani din cămătărie. Între cincisprezece și douăzeci și doi de ani, acesta a lucrat și la un magazin alimentar unde a învățat meseria de ucenic măcelar. Fratele mai mare al lui Roy, Anthony Frank „Chubby” DeMeo, caporal al Corpului Marinei SUA, a fost ucis în luptă în timpul războiului din Coreea pe 23 aprilie 1951 la vârsta de douăzeci de ani. Tatăl său a murit în urma unui infarct pe 12 decembrie 1960 când Roy avea nouăsprezece ani, iar mama sa s-a întors în Italia împreună cu fratele mai mic al lui Roy.